# Millerton, New York
Millerton är en ort (village) i Dutchess County i delstaten New York. Vid 2020 års folkräkning hade Millerton 903 invånare.